# Àcid borònic

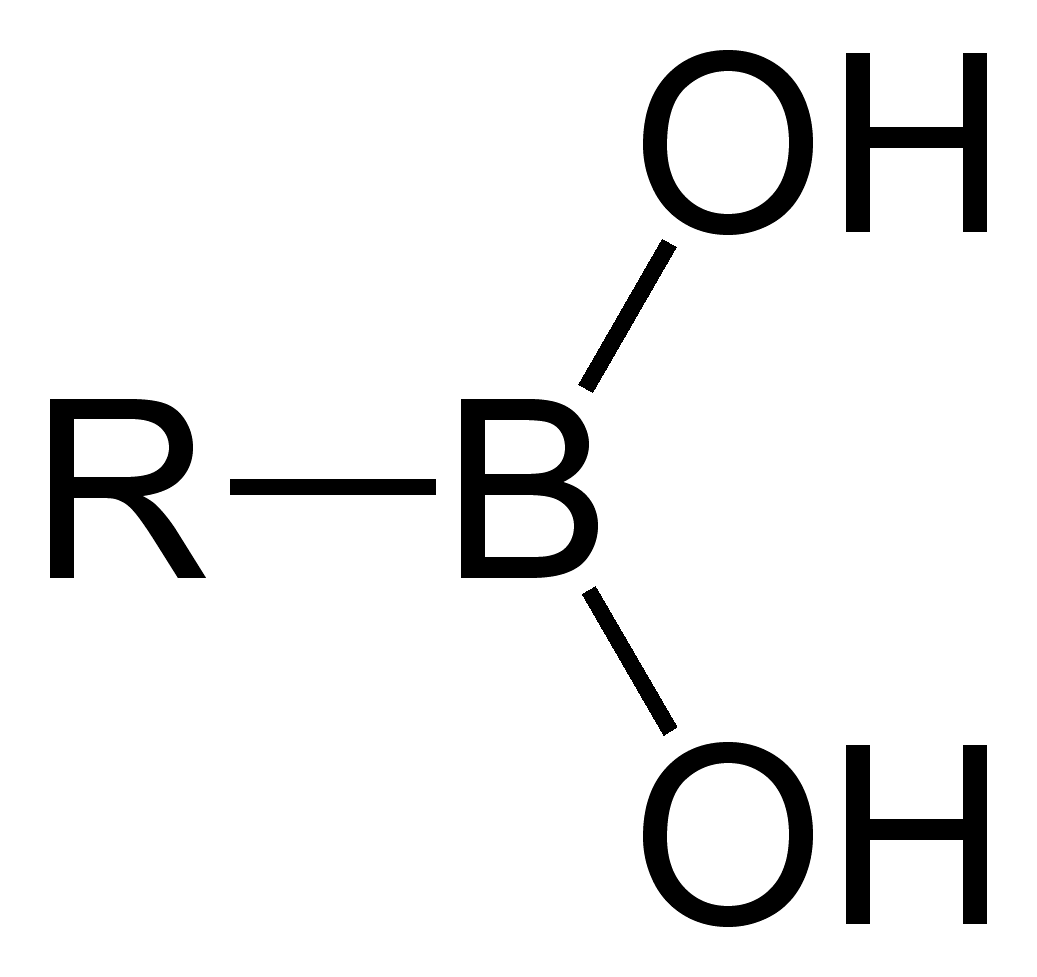
Estructura general d'un àcid borònic, on R és un substituent.

Un àcid borònic és un àcid bòric alquil o aril-substituït. Poden actuar com a àcids de Lewis. Un dels seus usos principals és en l'acoblament de Suzuki

## Estructura i síntesi
El 1860, Edward Frankland va ser el primer a denunciar la preparació i l'aïllament d'un àcid borònic. L'àcid etilborònic es va sintetitzar mitjançant un procés de dues etapes. Primer, el dietilzinc i el borat de trietil van reaccionar per produir trietilboran. Aquest compost després s'oxida a l'aire per formar àcid etilborònic. Actualment, hi ha diverses vies sintètiques en ús comú, i hi ha molts àcids borònics estables en l'aire comercialment.
Els àcids borònics tenen normalment punts de fusió elevats. Són propensos a formar anhídrids per pèrdues de molècules d'aigua, normalment per donar tríglers cíclics.
| Àcid borònic               | Grup  | Estructura                 | Massa molar | Número CAS | Punt de fusió °C |
| -------------------------- | ----- | -------------------------- | ----------- | ---------- | ---------------- |
| Àcid fenilboronic          | Fenil | Phenylboronic acid         | 121.93      | 98-80-6    | 216–219          |
| Àcid tenilboronic-2        | Tiofè | 2-thienylboronic acid      | 127.96      | 6165-68-0  | 138–140          |
| Àcid metilboronic          | Metil | methylboronic acid         | 59.86       | 13061-96-6 | 91–94            |
| Àcid propenilboronic-cis   | propè | cis-propenylboronic acid   | 85.90       | 7547-96-8  | 65–70            |
| Àcid propenilboronic-trans | propè | trans-propenylboronic acid | 85.90       | 7547-97-9  | 123–127          |

### Síntesi
Els àcids borònics es poden obtenir mitjançant diversos mètodes. La forma més comuna és la reacció de compostos organometàlics basats en liti o magnesi (Grignards) amb èsters de borat. Per exemple, l'àcid fenilborònic es produeix a partir del bromur de fenilmagnesi i del borat de trimetil seguit d'hidròlisi.
PhMgBr + B(OMe)₃ → PhB(OMe)₂ + MeOMgBr
PhB(OMe)₂ + H₂O → PhB(OH)₂ + MeOH
Un altre mètode és la reacció d'un arilsilà (RSiR₃) amb tribromur de bor (BBr₃) en una transmetació a RBBr₂ seguida d'hidròlisi àcida.
Un tercer mètode consisteix en la reacció catalitzada per paladiu d'halogenurs d'aril i triflats amb èsters diboronílics en una reacció d'acoblament. Una alternativa als èsters d'aquest mètode és l'ús d'àcid diborònic o tetrahidroxidiboron ([B(OH₂)]₂).

## Àcids borònics en química orgànica

### Reacció de Suzuki
Els àcids borònics s'utilitzen a la reacció d'acoblament de Suzuki, en la qual reaccionen amb un halur arílic o vinílic per formar un enllaç carboni-carboni.